# 国際平和デー
世界平和デー（せかいへいわデー、英：International Day of Peace）または国際平和の日（こくさいへいわのひ）とは、国際連合で定められた記念日であり、毎年9月21日とされている。平和の日（へいわのひ、英：Peace Day）、または世界平和の日（せかいへいわのひ、英：World Peace Day）とも言う。非暴力と世界の停戦の日として、敵対行為の停止を世界の国々と人々に呼び掛けることを目的としている。
毎年この日には、国際連合本部で日本の平和の鐘が鳴らされる。この鐘は1951年、第6回パリ国連総会で、日本国連協会理事で元愛媛県宇和島市長の中川千代治氏が「国を越え宗教の違いを越えて、平和を願う世界の人々のコインを入れた平和の鐘を造りたい」と当時の国連加盟国に訴え、趣旨に賛同した65ヶ国の代表者からのコインとローマ法王ピオ12世から頂いた金貨９枚を入れて鋳造し、日本国連協会を通して国連に寄贈されたものである。鐘には、「世界絶対平和万歳」と鋳込まれている。

## 歴史1951nenn

### 1981年
国際連合総会は、平和の理想を記念・強化するため、国際平和デーを制定したと宣言した。国際平和デーの日は、総会の通常会議が始まる9月の第3火曜日とされた。

### 1982年
最初の国際平和デーを迎えた。

### 2002年
国連総会は、国際平和デーの日付を9月の第3火曜日から9月21日に変更し、全世界的な停戦の日であると発表した。

### 2005年
国際連合事務総長のコフィー・アナンは、この日を記念するために24時間の停戦と非暴力を世界に求めた。

### 2006年
国連事務総長のコフィー・アナンが平和の鐘を鳴らした。彼の任期内では最後となる。この年国連は、「平和と、世界中の個人と集団とコミュニティが平和を達成するための思想や活動を熟考し共有するよう促す方法は沢山ある」と述べた。イギリスでは、グレーター・マンチェスターのロッチデールで平和と非暴力の国連国際デーとしてピース・パレードUKが行われた 。

### 2007年
国連事務総長の潘基文はニューヨークの国際連合本部ビルにある平和の鐘を鳴らした。そして9月21日の24時間は停戦し、1分間黙祷するよう世界中に求めた。

### 2016年
国連事務総長潘基文と第71回国連総会のピーター・トムソン議長によって「平和の鐘」が打ち鳴らされた。そして「持続可能な開発目標、平和への砦の構築」というスローガンが掲げられた。

### 2017年
新たに国連事務総長に就任したアントニオ・グテーレスが平和の鐘を鳴らした。そして全ての人々の尊重と尊厳を呼びかけのスローガンが掲げられた。

### 2018年
国連事務総長のアントニオ・グテーレスが平和の鐘を鳴らした。そして世界人権宣言採択70周年を踏まえて人権と平和の尊重のスローガンが掲げられた。

### 2019年
国連事務総長のアントニオ・グテーレスが平和の鐘を鳴らし、地球環境への行動と平和への行動が呼びかけられた。

### 2020年
国連事務総長のアントニオ・グテーレスにより、『ともに平和を築こう』をテーマの下に、人類は互いに敵ではなく、むしろ猛威を振るい続け、人々の健康と安全を脅かし生活を変えたウイルスを人類共通の敵とし、ウイルスを差別と憎悪の促進に利用する試みに対抗することを訴えている。

### 2021年
国連事務総長のアントニオ・グテーレスが平和の鐘を鳴らし、「公正で持続可能な世界のより良い回復」のテーマの下、コロナ禍からの回復と気候変動防止を念頭に平和への行動が呼びかけられた。

### 2022年
国連事務総長のアントニオ・グテーレスが平和の鐘を鳴らし、「人種主義を終わらせよう。平和を築こう。」のテーマの下、平和の妨げとなる人種差別を含む差別と不平等の撤廃が呼びかけられた。

### 2023年
国連事務総長のアントニオ・グテーレスが平和の鐘を鳴らし、「平和のための行動、#グローバルゴール　に向けた私たちの野望」のテーマの下、持続可能な開発目標の実現による平和の文化の構築が呼びかけられた。

### 2024年
国連事務総長のアントニオ・グテーレスが平和の鐘を鳴らし、「平和の文化を育成しよう。」のテーマの下、国際連合総会が1999年に採択した平和の文化に関する宣言と行動計画の25周年に因んだ呼びかけがなされた。

## カトリック教会
1968年から、ローマ・カトリック教会は世界平和デーを毎年1月1日にしている 。